# Voulgézac
Voulgézac é uma comuna francesa na região administrativa da Nova Aquitânia, no departamento de Charente. Estende-se por uma área de 13,42 km². Em 2010 a comuna tinha 249 habitantes (densidade: 18,6 hab./km²).